# Charlotte Fry
Charlotte Fry (née le 	11 février 1996 à Driffield dans le Yorkshire) est une cavalière de dressage britannique qui concoure avec l'équipe nationale depuis 2019 . À la date du 8 août 2021, la Fédération équestre internationale (FEI) le classe au 21e rang mondial sur Everdale. 

## Biographie
Charlotte est la fille Laura Fry (en), cavalière britannique qui a participé aux Jeux olympiques d'été de 1992 à Barcelone. Elle commence à monter très jeune âge et s'entraîne à l'âge de 14 ans avec le champion olympique Carl Hester. Elle déménage à 16 ans aux Pays-Bas pour s'entrainer avec l'ancienne championne olympique danoise Anne van Olst.
En 2018, Fry est devenu championne d'Europe U25 aux lors du Grand Prix d'Exloo, aux Pays-Bas, avec son cheval Dark Legend.
Fry a participé aux championnats d'Europe 2019 à Rotterdam où elle s'est classée 4e avec l'équipe britannique de dressage. En 2021, elle rapporte une médaille de bronze par équipe aux jeux olympiques de Tokyo avec sa monture Everdale (13e en individuelle)